# Attentat du Nevsky Express
L'attentat du Nevsky Express est un attentat à l'explosif trinitrotoluène, d'une charge de 7 kg, qui a eu lieu le 27 novembre 2009 à 21 heures 34 (heure locale) contre le train Nevsky Express no 166 reliant Moscou à Saint-Pétersbourg. Le train transportait alors 682 passagers, 653 voyageurs et 29 membres de l'équipage. Cet attentat, commis par des islamistes caucasiens, a fait vingt-sept morts et quatre-vingt-seize blessés. La charge explosive a provoqué le déraillement du train, près de Bologoïe à 320 km de Moscou.
Alors que les enquêteurs sont sur place, une seconde bombe déclenchée à distance et de moindre intensité explose sur le lieu du déraillement le lendemain à 14 heures. Elle fait plusieurs blessés, parmi lesquels le chef du comité d'enquête, Alexandre Bastrykine.
Parmi les victimes de l'attentat du 27 novembre 2009, on note deux femmes enceintes et plusieurs tués ayant des fonctions importantes, comme :
- Boris Evstratikov, chef de la Rosreserve[4]
- Lioudmila Moukhina, directrice adjointe du bureau scientifique du Rosrybolovtsvo[réf. souhaitée]
- Sergueï Tarassov, président de Rosavtodor et d'Avtodor, ancien député de Saint-Pétersbourg au Conseil de la fédération[4].